# Neurocalyx bremeri
Neurocalyx bremeri är en måreväxtart som beskrevs av M.B.Viswan., Manik. och Tangav.. Neurocalyx bremeri ingår i släktet Neurocalyx och familjen måreväxter. Inga underarter finns listade i Catalogue of Life.